# 铁线礁
鐵線礁（英語：Sandy Cay，越南语：／），位于南中國海南沙群岛北部，属于中业群礁的一部分，位于其西北部，中业岛西部偏北，因地形細長形似鐵線，故名鐵線礁。鐵線礁由三个珊瑚礁组成，东北－西南一线排列，退潮时出露。东边月牙形礁距中业岛约2.5海里，中间椭圆形礁距中业岛约3.5海里。目前中华人民共和国、菲律宾、越南、中华民国皆声称对鐵線礁拥有主权。

## 主權爭議

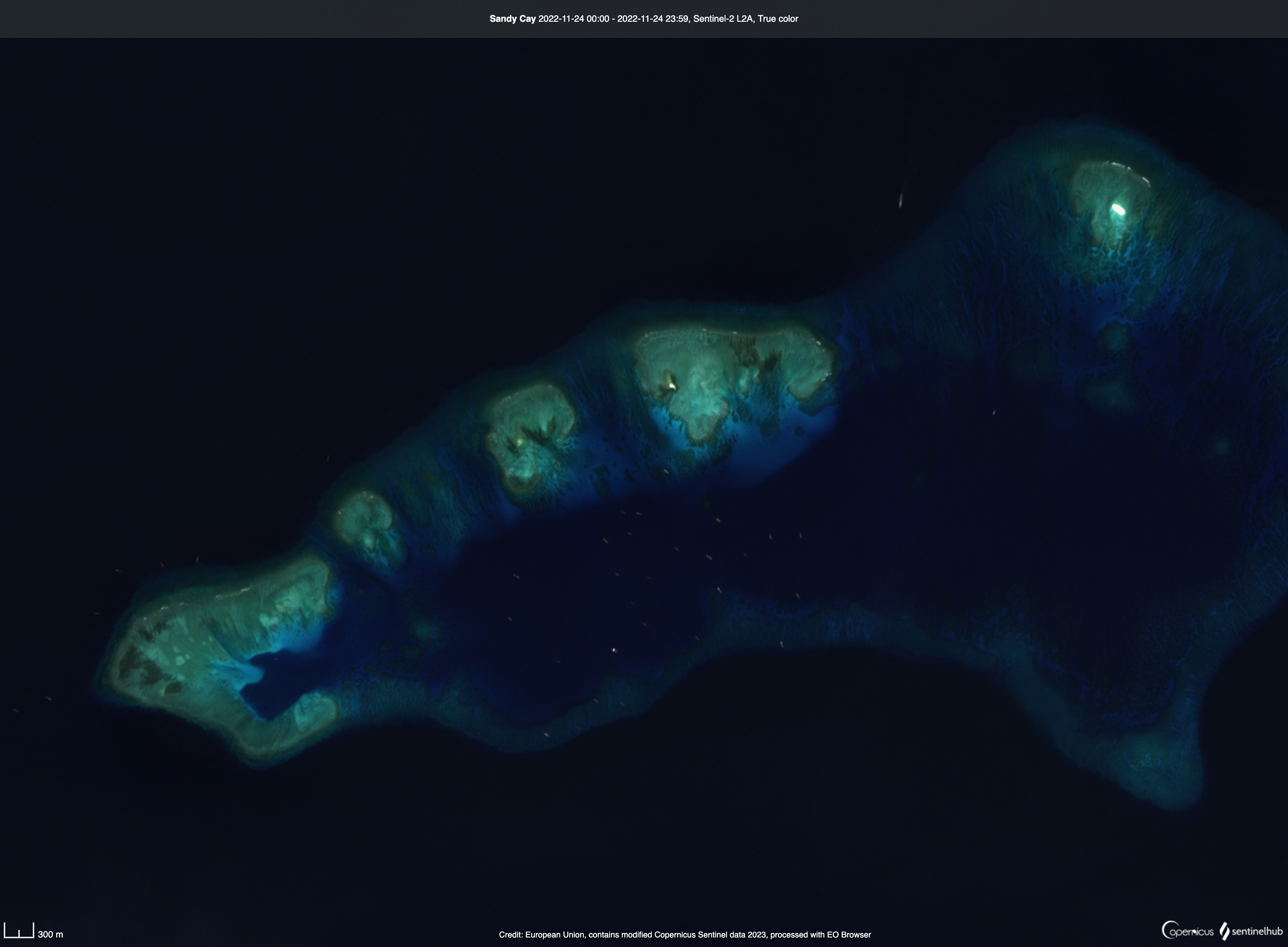
铁线礁与周边沙洲卫星图（2023年）

2024年3月21日，菲律賓有34名人員登上鐵線礁，而中國海警人員也登礁對峙。
2025年1月24日，中國指控兩艘菲律賓船隻試圖登上鐵線礁進行砂樣採集，但被中國方面驅離；而菲律賓則稱當時漁業局船隻在採集砂樣途中，遭到中國海警船和直升機的危險騷擾。4月中旬，中国海警执法员登上铁线礁巡查，对菲方相关活动进行錄影取证，并在铁线礁上展示中国国旗宣示主权，以及清理礁上残留的垃圾。4月25日，中國發佈《鐵線礁、牛軛礁珊瑚礁生態系統調查報告》，反駁菲律宾对于中國在鐵線礁填海造陸的指控。4月27日，6名菲律宾执法人员登上铁线礁，展示菲律宾国旗宣示主权；中国海警执法人员随后登礁查证处置。菲律宾官方否认中国已控制铁线礁的说法。5月21日，菲律宾渔业及水产资源局公务船「拿督桑代号」（编号MMOV3002）和「拿督巴格布阿亞号」（编号MMOV3003）进入渚碧礁、铁线礁附近海域，菲方3002号船遭到中国海警21559艇两次发射水炮并发生擦碰，期間菲律宾人员登上铁线礁活动。随后中国海警执法人员登礁查证处置，并展示中国国旗宣示主权。